# جوفانكا راديتشفيتش
جوفانكا راديتشفيتش مواليد 23 أكتوبر 1986 في بودغوريتسا، جمهورية يوغوسلافيا الاشتراكية الاتحادية، هي لاعبة كرة يد مونتينيغرية تلعب كجناح أيمن. مثلت منتخب الجبل الأسود لكرة اليد للسيدات. شاركت في دورة الألعاب الأولمبية الصيفية سنة 2012. حققت المركز الأول في بطولة أوروبا لكرة اليد للسيدات 2012.

## سجل المنافسة
شاركت في البطولات التالية:
- الألعاب الأولمبية الصيفية 2012
- الألعاب الأولمبية الصيفية 2016
- بطولة العالم لكرة اليد للسيدات 2011
- بطولة العالم لكرة اليد للسيدات 2013
- بطولة العالم لكرة اليد للسيدات 2015
- بطولة أوروبا لكرة اليد للسيدات 2010
- بطولة أوروبا لكرة اليد للسيدات 2012
- بطولة أوروبا لكرة اليد للسيدات 2014

## الميداليات
| الميدالية | المسابقة                            |
| --------- | ----------------------------------- |
| فضية      | الألعاب الأولمبية الصيفية 2012      |
| ذهبية     | بطولة أوروبا لكرة اليد للسيدات 2012 |

## روابط خارجية
- جوفانكا راديتشفيتش على موقع الاتحاد الأوروبي لكرة اليد (الإنجليزية)
- جوفانكا راديتشفيتش على موقع أوليمبيديا (الإنجليزية)